# بابيروسة (جنس)
البابيروسّة أو خنزير الهند (الاسم العلمي: Babyrousa) جنس من فصيلة الخنزيريات وجدت في والاسيا، أو على وجه التحديد في جزر إندونيسيا سولاوسي، سولا وبورو.

## اقرأ كذلك
- قائمة مزدوجات الأصابع حسب العدد